# 胡浩 (霍邱)
胡浩，中华人民共和国政治人物、全国脱贫攻坚先进个人。

## 生平
胡浩任霍邱县扶贫开发局党组书记、局长，一级主任科员。因在脱贫攻坚战中作出突出贡献，2021年2月25日全国脱贫攻坚总结表彰大会上，胡浩被授予“全国脱贫攻坚先进个人”。